# Robert Ayres
Pour les articles homonymes, voir Ayres.
Robert Underwood Ayres (né le 29 juin 1932 et mort le 23 octobre 2023 à Nemours,) est un physicien et économiste américain. Ses travaux portent sur l'application de concepts physiques, en particulier les lois de la thermodynamique, à l'économie. Il s'est largement intéressé aux flux et transformations matériels (écologie industrielle ou métabolisme industriel) — un concept dont il est à l'origine. Ses travaux les plus récents portent sur la théorie économique de la croissance.

## Carrière
Formé comme physicien à l'Université de Chicago, à l'Université du Maryland et au King's College de Londres (PhD en physique mathématique), Ayres a dédié l'ensemble de sa carrière à travailler sur les questions de l'environnement, de la technique et de la finitude des ressources, qui sont au cœur de la question de la durabilité. Ses principaux thèmes de recherche comprennent le progrès technique, l'économie de l'environnement, le « métabolisme industriel » et « l'éco-restructuration ». Il a travaillé au sein de l'Hudson Institute (1962–1967), de Resources for the Future (1968) et de l'International Research and Technology Corp (1969–1976). De 1979 à 1992, il a été professeur en ingénierie et politiques publiques à l'Université Carnegie-Mellon, sauf pendant deux ans (et six étés), qu'il a passés à l'Institut international pour l'analyse des systèmes appliqués (IIASA), en Autriche. En 1992, il a rejoint l'Institut européen d'administration des affaires, à Fontainebleau, en tant que professeur en gestion et environnement. À la retraite depuis 2000, il a été professeur invité du Jubilé (2000–2001), puis professeur du roi Gustav XVII en sciences de l'environnement (2004–2005) à l'École polytechnique Chalmers, à Göteborg en Suède.
Ayres a écrit ou coécrit dix-sept livres, édité ou coédité une douzaine d'autres, écrit ou coécrit plus de deux-cents articles et chapitres de livres, ainsi que de nombreux rapports non publiés, sur des sujets qui vont des effets d'une guerre nucléaire sur l'environnement à l'économie théorique. ses travaux sont, pour l'essentiel, interdisciplinaires. Il est l'un des pionniers du domaine appelé métabolisme industriel ou écologie industrielle. Il a contribué à l'étude de la prospective, de l'énergie des transports, des flux matériels (« dématérialisation »), des technologies de l'environnement, de l'économie de l'environnement, des liens entre thermodynamique et économie, et de la théorie économique de la croissance.
Extrait de l'un de ses livres, Turning Point: The End of the Growth Paradigm (Londres: Earthscan, 1998), les mots qui suivent donnent une idée de ses travaux :
Il peut y avoir confusion ici entre progrès technique et « progrès » dans un sens plus général, voire moins bien défini. Comme de nombreuses autres personnes, j'ai eu longtemps tendance, sans y faire attention, à assimiler croissance économique et ce type de progrès non défini. J'avais beau avoir conscience de la différence entre les deux, je supposais malgré tout, par facilité, que l'on pouvait virtuellement utiliser l'un pour désigner l'autre. Il est désormais temps d'éliminer cette confusion.

D'une certaine manière, assez simpliste, la différence entre croissance et progrès est tout à fait triviale : c'est la différence entre « plus » et « mieux ». En questionnant le paradigme de la croissance lui-même, je ne fais pas l'hypothèse que la croissance signifie nécessairement « plus » de biens physiques. Au contraire, j'insiste sur le fait que la véritable mesure de la production économique n'est pas la quantité de biens produite, mais la qualité et la valeur des services finaux fournies au consommateur. Ce qui ne va pas dans le « syndrome de la croissance », ce n'est pas sa tendance à consommer des ressources matérielles (comme Barry Commoner, par exemple, le suppose). C'est que la croissance de ce type, qui existe aujourd'hui en Europe et aux États-Unis, ne rend plus les gens plus heureux, ni n'augmente leur véritable niveau de vie.

Il est possible de continuer à avoir de la croissance économique — dans le sens où cela apporterait de meilleurs ou plus précieux services au consommateur final — sans nécessairement consommer plus de ressources physiques. Ceci découle du fait que les consommateurs n'ont pas d'intérêt pour les biens en soi, mais pour les services que ces biens fournissent. La possibilité de décorréler activité économique, d'une part, et énergie et matière d'autre part (« dématérialisation ») a été l'un des grands domaines de recherche de ma carrière professionnelle.

## Publications
- (en) Allen V Kneese, Robert Ayres et Ralph C D'Arge, Economics and the Environment : A Materials Balance Approach, Baltimore, Johns Hopkins Press, 1970
- (en) Robert Ayres, Uncertain Futures : Challenges for Decision-makers, Wiley, 1979
- (en) Robert Ayres et Steven M Miller, Robotics : Applications and Social Implications, Ballinger Publishing Co, 1983
- (en) Robert Ayres, The Next Industrial Revolution : Reviving Industry Through Innovation, Ballinger Publishing Co, 1984
- (en) Robert Ayres, Self-organization in Biology and Economics, Luxenburg, Autriche, Institut international pour l'analyse de systèmes appliqués, janvier 1988 (lire en ligne)
- (en) Robert Ayres et Jörg Walter, The Greenhouse Effect : Damages, Costs, and Abatement, Laxenburg, Autriche, Institut international pour l'analyse de systèmes appliqués, juillet 1991 (ISBN 3-7045-0108-5, lire en ligne)
- (en) Robert Ayres, « Toxic heavy metals: materials cycle optimization », Proceedings of the National Academy of Sciences, vol. 89, no 3,‎ 1er février 1992, p. 815–820 (DOI 10.1073/pnas.89.3.815, Bibcode 1992PNAS...89..815A, lire en ligne, consulté le 23 novembre 2010)
- (en) Robert Ayres, R Dobrinsky, W Haywood, K Uno et E Zuscovitch, Computer Integrated Manufacturing : Economic and Social Impacts, Chapman and Hall, 1992
- (en) Robert Ayres, Information, Entropy and Progress : A New Evolutionary Paradigm, Woodbury, New York, American Institute of Physics, 1994, 301 p. (ISBN 0-88318-911-9, lire en ligne)
- (en) Robert Ayres et Udo E. Simonis,, Industrial metabolism : restructuring for sustainable development, Tokyo & New York, United Nations University Press, 1994, 376 p. (ISBN 92-808-0841-9, lire en ligne)
- (en) Robert Ayres, « Metals recycling: economic and environmental implications », Resources, Conservation and Recycling, vol. 21, no 3,‎ novembre 1997, p. 145–173 (DOI 10.1016/S0921-3449(97)00033-5, lire en ligne, consulté le 23 novembre 2010)
- (en) Robert Ayres et Paul M. Weaver, Eco-restructuring : Implications for Sustainable Development, Tokyo, New York & Paris, United Nations University Press, 1998 (ISBN 92-808-0984-9, lire en ligne)
- (en) Robert Ayres, The Second Law, The Fourth Law, Recycling and Limits to Growth, INSEAD's Centre for the Management of Environmental Resources, mai 1998 (lire en ligne)
- (en) Robert Ayres, « The Second Law, The Fourth Law, Recycling and Limits to Growth », Ecological Economics, vol. 29, no 3,‎ juin 1999, p. 473–483 (DOI 10.1016/S0921-8009(98)00098-6)
- (en) Robert Ayres, Turning Point : An end to the Growth Paradigm, Londres, Earthscan Publications, 1999 (ISBN 1-85383-444-0 et 1-85383-439-4, lire en ligne)
- (en) Robert Ayres et Leslie W. Ayres, Accounting for Resources, 2 : The Life Cycle of Materials, Cheltenham, UK & Northampton, Massachusetts, Edward Elgar Publishing, 1999, 380 p. (ISBN 1-85898-923-X, lire en ligne)
- (en) Robert Ayres et Leslie W. Ayres, A Handbook of Industrial Ecology, Cheltenham, UK & Northampton, Massachusetts, Edward Elgar Publishing, 2002, 680 p. (ISBN 1-84064-506-7, lire en ligne)
- (en) Robert Ayres, Leslie W. Ayres et Benjamin Warr, Energy, Power and Work in the US Economy, 1900-1998, INSEAD's Center for the Management of Environmental Resources (CMER), 2002 (lire en ligne)
- (en) Robert Ayres, Leslie W. Ayres et Benjamin Warr, « Exergy, power and work in the US Economy, 1900–1998 », Energy, vol. 28, no 3,‎ mars 2003, p. 219–273 (DOI 10.1016/S0360-5442(02)00089-0)
- (en) Eric D. Williams, Robert Ayres et Miriam Heller, « The 1.7 Kilogram Microchip: Energy and Material Use in the Production of Semiconductor Devices », Environmental Science & Technology, vol. 36, no 24,‎ 2002, p. 5504–5510 (DOI 10.1021/es025643o, lire en ligne [archive du 26 octobre 2012], consulté le 22 novembre 2010)
- (en) Robert Ayres, Leslie W. Ayres et Ingrid Råde, The Life Cycle of Copper, Its Co=Products and Byproducts, Dordrecht, The Netherlands, Kluwer Academic Publishers, coll. « Eco-Efficiency in Industry and Science series », 2003, 264 p. (ISBN 1-4020-1552-6, lire en ligne)
- (en) Cutler J. Cleveland et Robert Ayres, Encyclopedia of Energy, vol. Volume 1, Elsevier Academic Press, 2004
- (en) R. David Simpson, Michael A Toman et Robert Ayres, Scarcity and Growth Revisited : Natural Resources and the Environment in the New Millennium, 2005 (ISBN 1-933115-10-6 et 1-933115-11-4, lire en ligne)
- (en) Robert Ayres et Katalin Martinás, On the reappraisal of microeconomics : economic growth and change in a material world, Cheltenham, UK & Northampton, Massachusetts, Edward Elgar Publishing, 2005, 200 p. (ISBN 1-84542-272-4, lire en ligne)
- (en) Robert Ayres et Benjamin Warr, « Accounting for growth: the role of physical work », Structural Change and Economic Dynamics, vol. 16,‎ 2005, p. 181–209 (DOI 10.1016/j.strueco.2003.10.003, lire en ligne, consulté le 23 novembre 2010)
- (en) Arnim von Gleich, Robert Ayres, et Stefan Gössling-Reisemann, Sustainable Metals Management : Securing Our Future : Steps Towards a Closed Loop Economy, Dordrecht, The Netherlands, Springer, coll. « Eco-Efficiency in Industry and Science series », 2006 (ISBN 978-1-4020-4007-8 et 978-1-4020-4539-4, lire en ligne)
- (en) Robert Ayres, Industrial Energy Efficiency Pays : Why isn‘t it Happening? : Presentation given Fall Semester 2009, Energy Science Center, 3 décembre 2009 (lire en ligne)
- (en) Robert Ayres et Benjamin Warr, The economic growth engine : how energy and work drive material prosperity, Cheltenham, UK & Northampton, Massachusetts, Edward Elgar Publishing, 2009, 411 p. (ISBN 978-1-84844-182-8, lire en ligne)
- (en) Robert Ayres et Edward H. Ayres, Crossing the Energy Divide : Moving from Fossil Fuel Dependence to a Clean-Energy Future, New Jersey, Wharton School Publishing, 2010 (ISBN 978-0-13-701544-3, lire en ligne)